# Go WEST 준비 땅!
《go WEST 준비 땅!》(go WEST よーいドン！ go WEST 요-이동![*])은 쟈니즈WEST의 1번째 정규 음반이다.

## 수록곡

### 초회반
CD
1. Summer Dreamer
작사: Komei Kobayashi / 작곡: Pessi Levanto, MiNE / 편곡: 스즈키 마사야
2. 粉もん / 코나몬
작사·작곡: corin. / 편곡: 스즈키 마사야
3. Wake up！
작사: 케리 / 작곡·편곡: Peter Nord, Mats Larsson
4. LET'S GO WEST 〜K A N S A I !!〜
작사: 모리즈키 캬스, kenko-p / 작곡·편곡: Peter Nord, Mats Larsson
5. Break Out！
작사: KOMU / 작곡: 카토 유스케 / 편곡: 야마지 카즈시
6. Criminal
작사: zopp / 작곡: CHOKKAKU, Takuya Harada, Joakim Bjornberg, Christofer Erixon / 편곡: CHOKKAKU
7. ちゃうねんっ!! / 아니야!!
작사·작곡: Kohei Yokono, ULO / 편곡: Kohei Yokono
8. バンバンッ!! / 방방!!
작사: KOMU / 작곡: 아사리 싱고 / 편곡: 스즈키 마사야
9. 浪速一等賞！ / 나니와 일등상!
작사: 케리, 아사리 싱고 / 작곡: 아사리 싱고 / 편곡: ha-j
10. その先へ・・・ / 그 앞에・・・
작사: Shusui / 작곡: Shusui, 모토야마 세이지 / 편곡: 마루야마 마유코

DVD
- 앨범 레코딩 밀착 취재
- 쟈니즈WEST 스페셜 인터뷰
- 〈ええじゃないか〉 자켓 & Music Clip 촬영 풍경
- 데뷔 회견＠아베노하루카스 모습
- 〈バンザイ夢マンサイ！〉 Music Clip & Making
- 〈ええじゃないか〉 Music Clip Dance Ver.

### 통상반
CD
1. ええじゃないか / 좋지 않은가
작사: 이와사키 타카후미, mildsalt / 작곡: 이와사키 타카후미 / 편곡: CHOKKAKU
2. Summer Dreamer
3. 粉もん / 코나몬
4. Wake up！
5. LET'S GO WEST 〜K A N S A I !!〜
6. P＆P
작사: Madoka / 작곡·편곡: Peter Nord, Mats Larsson
7. Break Out！
8. Criminal
9. ちゃうねんっ!! / 아니야!!
10. バンバンッ!! / 방방!!
11. Olé Olé Carnival！
작사·작곡·편곡: Shusui, ha-j
12. 浪速一等賞！ / 나니와 일등상!
13. その先へ・・・ / 그 앞에・・・
14. バンザイ夢マンサイ！ / 만세 꿈 만담!
작사: zopp / 작곡: 카와구치 스스무, Joakim Bjornberg, Christofer Erixon / 편곡: CHOKKAKU